# Толкач, Александр Александрович
Алекса́ндр Алекса́ндрович То́лкач (род. 15 октября 1948) — советский, российский дипломат. Чрезвычайный и полномочный посол (2004).

## Биография
Окончил МГИМО МИД СССР (1975) и Высшие дипломатические курсы Дипломатической академии МИД России (2001). На дипломатической работе с 1975 года.
- В 1994—1997 годах — советник-посланник Посольства России в Югославии.
- С апреля 1998 по январь 2002 года — заместитель директора, директор Третьего европейского департамента МИД России.
- С 21 января 2002 по 28 июня 2006 года — чрезвычайный и полномочный посол Российской Федерации в Румынии[1][2].
- С августа 2006 по 2009 год — посол по особым поручениям МИД России.
- С 23 сентября 2009 по 24 сентября 2014 года — чрезвычайный и полномочный посол Российской Федерации в Венгрии[3][4].
- С 14 декабря 2009 по 4 марта 2015 года — представитель России в Дунайской комиссии по совместительству.

## Награды
- Медаль ордена «За заслуги перед Отечеством» II степени (21 июня 1996) — за заслуги перед государством, большой вклад в проведение внешнеполитического курса и обеспечение национальных интересов России, мужество и самоотверженность, проявленные при исполнении служебного долга[5].
- Орден Дружбы (28 ноября 1999) — за большой личный вклад в политическое урегулирование кризиса вокруг Косово и активное участие в проведении линии Российской Федерации на Балканах[6].

## Дипломатический ранг
- Чрезвычайный и полномочный посланник 2 класса (1 апреля 1994)[7]
- Чрезвычайный и полномочный посланник 1 класса (8 августа 2000)[8]
- Чрезвычайный и полномочный посол (28 декабря 2004)[9].